# Petrocephalus sullivani
Petrocephalus sullivani är en fiskart som beskrevs av Lavoué, Hopkins och Kamdem Toham 2004. Petrocephalus sullivani ingår i släktet Petrocephalus och familjen Mormyridae. IUCN kategoriserar arten globalt som livskraftig. Inga underarter finns listade i Catalogue of Life.